# Sphenomorphus tenuiculus
Sphenomorphus tenuiculus là một loài thằn lằn trong họ Scincidae. Loài này được Mocquard mô tả khoa học đầu tiên năm 1890.